# Edward Lord (Vizegouverneur)

Edward Lord (1846)

Edward Lord (* 15. Juni 1781 in Pembroke, Wales; † 14. September 1859 in London) war ein britischer Offizier, Kaufmann und interimistischer Vizegouverneur von Van-Diemens-Land (heute Tasmanien).

## Leben
Lord wurde 1781 als dritter Sohn von Joseph und Corbetta Lord geboren. Am 12. September 1798 erhielt er einen Offiziersposten als Second Lieutenant der Royal Marines und wurde in Portsmouth stationiert.
1803 war Lord an Bord von David Collins’ Expedition zunächst nach Port Phillip und ein Jahr später nach Van-Diemens-Land, wo er am Aufbau von Hobart half. Bis Oktober 1806 stieg er zum höchsten Beamten unter Collins auf. Am 8. Oktober 1808 heiratete er Maria Risely. Als William Bligh, gezwungen durch die Ereignisse der Rum Rebellion, im März 1808 in Hobart ankam, war er Collins und Lord Amtsmissbrauch vor, da diese zum Schaden der Kolonie Handel treiben würden.
Nach Collins plötzlichem Tod im März 1810 übernahm Lord die Amtsgeschäfte. Der Gouverneur von New South Wales, Lachlan Macquarie, enthob jedoch Lord aller seiner Ämter und setzte John Murray als neuen Vizegouverneur ein. Nachdem Lord nach England zurückgekehrt war, wurde seine erneute Bewerbung um das Amt des Vizegouverneurs am 18. August 1812 endgültig abgelehnt. Lord verließ die Navy und erhielt durch Einfluss seines Bruders John Owen, einem Parlamentsabgeordneten, insgesamt 3.000 acres (1.214 Hektar) Land in Australien und Van-Diemens-Land zugesprochen. Er segelte an Bord seiner eigenen Brigg, der James Hay, mit Waren im Wert von 30.000 £ nach Hobart zurück und wurde ein guter Freund des Vizegouverneurs Thomas Davey.
1817 wurde Lord des Schmuggels bezichtigt und von Macquarie zur Gerichtsverhandlung nach Sydney beordert. Lord weigerte sich jedoch und konnte letztendlich unbehelligt in Hobart bleiben, da Davey und auch dessen Nachfolger William Sorell nichts unternahmen, ihn festzusetzen. Bei einem Aufenthalt in England im Jahre 1819 beschwerte sich zudem Lord über die ungerechtfertigten Anschuldigungen bei Henry Bathurst und erhielt nochmals 3.000 acres Land zugesprochen. Nach seiner Rückkehr nach Hobart vermehrte er sein Vermögen durch Handel und vorteilhafte Tauschgeschäfte weiter, so dass er um 1820 als reichster Mann Tasmaniens galt. Lord war auch Gründer der ersten Bank des heutigen Tasmanien, der Bank of Van Diemen's Land. Da er im Falle von säumigen Schuldnern das Gericht im fernen Sydney bemühen musste, bat er bereits im Jahr 1823 darum, Van-Diemens-Land den Status einer selbständigen Kolonie – mit eigenem Gerichtshof – zukommen zu lassen.
1828 setzte Lord einen Verwalter für seine Besitztümer in Van-Diemens-Land ein und ließ sich in Downe in der Grafschaft Kent nieder. Er starb 1859 im Alter von 78 Jahren in London.